# 6mm AR
El 6 mm AR es un cartucho de fuego central diseñado inicialmente por Robert Whitley  para lograr un rendimiento de mayor alcance en un rifle AR-15 .

## Descripción
El cartucho utiliza el casquillo del 6.5mm Grendel ajustado para aceptar un proyectil calibre 6,2mm (.243").
Aprovechando la amplia variedad de balas de calibre .243 mm (mm), delgadas y largas con un alto coeficiente balístico, ideales para la retención de energía a largas distancias.

## 6mm AR Turbo 40 Improved
Esta variante utiliza un casquillo Ackley Improved con menos conicidad y un hombro 40 grados más alto, lo que permite una mayor capacidad de pólvora. Su fabricante afirma que es capaz de conducir un 6.5 granos (100 gr) o proyectil de grano más pesado a 880 m/s (2.900 ft/s) (satisfaciendo el "óptimo de 6 mm").[cita requerida]